# Hiro Yūki
Hiro Yūki (jap. 優希 比呂, Yūki Hiro; * 13. Februar 1965 in der Präfektur Tokio, Japan als Teruhisa Tsuyusaki (露崎 照久, Tsuyusaki Teruhisa)) ist ein japanischer Synchronsprecher (Seiyū). Er arbeitete für Ken Productions. Im Juni 2007 änderte er die Schreibweise seines Künstlernamens von 結城 比呂 auf die heutige.
Vor allem ist er bekannt durch Weiß Kreuz und als Mitglied der daraus entstandenen Seiyū-Band Weiß, die sich aus Takehito Koyasu, Tomokazu Seki, Shin’ichirō Miki und ihm zusammensetzt.
Wegen seiner weichen, femininen Stimme wird er öfter für eine Frau gehalten. Sie ermöglicht ihm auch Rollen zu sprechen, die in Japan normalerweise von Frauen gesprochen werden würden.

## Rollen (Auswahl)
- Omi Tsukiyono aus Weiß Kreuz
- Crawd C. Kenni aus Star Ocean EX
- Taikobo aus Soul Hunter
- Akihiro Fujii aus Akachan to Boku
- Dende aus Dragon Ball Z
- Alfred aus Slayers NEXT
- Marcel aus Angelique (Computerspielreihe)
- Leon aus Shamanic Princess
- Michael aus Witch Hunter Robin
- Dorio aus Pokémon
- Makoto Hyuga aus Neon Genesis Evangelion
- Adeu Warsam aus Haō Taikei Ryū Knight

## Diskografie
- Prism (1998)
- Exit (1998)